# Zdeněk Petr
Zdeněk Petr (21. září 1919 Kopřivnice – 5. prosince 1994 Praha) byl český hudební skladatel, hudební aranžér, hudební režisér a redaktor.

## Život
Zdeněk Petr pocházel z rodiny amatérského muzikanta, jeho otec byl amatérský houslista a dirigent. Zdeněk Petr na Karlově Univerzitě vystudoval obor hudební věda a estetika, skladbu studoval soukromě. Po druhé světové válce působil do roku 1947 v orchestru R. A. Dvorského jako hudební aranžér, poté na rok odjel do Spojených států amerických. Po návratu do Československa v roce 1948, kdy se vrátil do Prahy, dlouhodobě spolupracoval s Orchestrem Karla Vlacha a pracoval jako hudební redaktor v Československém rozhlase a ve Státním hudebním nakladatelství. Spolupracoval s Divadlem ABC a Divadlem Rokoko.

## Dílo

### Orchestrální skladby
- 1970 Scherzino
- 1973 Jarní ukolébavka
- 1984 V městě Kroměříži, tanec na lašské téma
- 1986 Vyletěl sokol
- 1987 Ráz-dva-tři-čtyři, burleska pro orchestr
- 1988 Škádlení
- 1988 Velikonoční pondělí
- Lužánky Valčík, valčík
- Má láska veliká
- Tři duby

### Díla pro taneční orchestr
- 1973 Buďte šťastni
- 1973 Přípitek

### Duchovní hudba
- 1980 Píseň o růži, kantáta pro solistu a orchestr

### Divadelní a scénická hudba

#### Muzikály
- Divotvorný hrnec

#### Scénická hudba
- Sto dukátů za Juana
- Filozofská historie

### Hudební komedie
- 1982 Zlý jelen

### Vokální hudba
- 1982 Píseň mysliveckého mládence z komedie Zlý jelen
- 1983 Jaro v Praze, pro tenor a orchestr
- Na Hané, pro sólový ženský hlas a orchestr
- Ptačí písničky, pro sólový hlas a klavír

### Sborová hudba
- 1979 Duha, pro smíšený sbor
- 1984 Domov, pro smíšený sbor (verze Ivo Fischer)
- 1988 Fontána, pro smíšený sbor
- Červená, modrá a bílá (slova Ivo Fischer)

### Písně
- Ať jdu vzhůru nebo dolů
- Červená aerovka (slova Zbyněk Vavřín)
- Dobrou noc (slova Vladimír Dvořák)
- Jak ten čas letí (slova Ivo Fischer)
- Jak to zní jednoduše
- Londýn
- Máj
- Mateník
- Mokrá štace
- Neplačte už seňorito
- Píseň o dukátech (slova Vladimír Dvořák)
- Píseň pro Kristýnku (slova Vladimír Dvořák)
- Písnička o dvou copech (Číňánek)
- Pojedeme do Lhoty
- Proč mě chce každý mít rád
- Račte vstoupit
- Robinova milostná
- Scherzino
- Sentimentální klavír
- Strašidýlka
- Tanec a píseň dívek
- Ten umí to a ten zas tohle (slova Jan Werich)
- Tři kapři
- Ukolébavka
- Už jsem si vybíral jivu
- Vzkázal mi můj milý
- Z popele chleba mít
- Žena je střed světa
- Zimní den

### Filmová hudba
- 1951 píseň Ten umí to a ten zas tohle z Císařův pekař a pekařův císař (hudba filmu Julius Kalaš)
- 1955 Nechte to na mně
- 1960 Pražská romance

## Rozhlasové pořady
- Zdeněk Petr: Hudba přítelkyně, čte Luděk Munzar, režie Vlado Rusko, 2011